# Олександр Усик — Тайсон Ф'юрі II
Олександр Усик — Тайсон Ф'юрі II — професійний боксерський дванадцятираундовий поєдинок-реванш у важкій вазі, який відбувся 21 грудня 2024 року на футбольному стадіоні Kingdom Arena в Ер-Ріяді між чемпіоном світу за версіями WBC, WBA Super, WBO, IBO Олександром Усиком та британцем Тайсоном Ф'юрі.
Бій тривав усі 12 раундів і завершився перемогою Олександра Усика одноголосним рішенням суддів із рахунком 116:112. Вдруге перемігши Тайсона Ф'юрі, Усик успішно захистив свої чемпіонські титули.

## Передісторія
Після поразки Тайсон Ф'юрі скористався своїм правом на реванш з Олександром Усиком, про що повідомив його промоутер Боб Арум. Бій-реванш був запланований на 21 грудня 2024 року в Ер-Ріяді. Раніше команда Усика звернулася до Міжнародної боксерської федерації з проханням відкласти бій проти обов'язкового претендента Філіпа Хрговича, щоб на кону в реванші з Ф'юрі стояли всі пояси у важкій вазі. У результаті Усик був змушений відмовитись від титулу IBF.
Організація погодилася санкціонувати перший бій із Ф'юрі за умови, що переможець негайно проведе обов'язковий захист. Хргович, претендент на пояс IBF, підтримав ідею бою за абсолютне чемпіонство, погодившись битися з переможцем або отримати вакантний титул. Після перемоги Усика над Ф'юрі в травні 2024 року очікувалося, що українця позбавлять титулу IBF упродовж тижня. Проте, на початку червня, через несподівану поразку Хрговича від Денієла Дюбуа, який став тимчасовим чемпіоном, питання статусу титулу було відкладено.
У відеозверненні Усик пояснив, що його відмова від титулу пов'язана з «подарунком» для бою 21 вересня 2024 року між Данієлем Дюбуа та Ентоні Джошуа. Пізніше Дюбуа був визнаний повноправним чемпіоном IBF і 21 вересня нокаутував Ентоні Джошуа у своєму першому захисті.

## Прогнози
Після першого бою букмекерські контори віддавали незначну перевагу Усику, оцінюючи його перемогу коефіцієнтом 1,65, тоді як перемогу Ф'юрі — коефіцієнтом 2,40.

## Зважування
Олександр Усик (22-0, 14 КО) — 102,5 кг
Тайсон Ф'юрі (34-1-1, 24 KO) — 127,4 кг
В обох це максимальна вага у кар'єрі.

## Деталі бою
Бій розпочався обережно. Боксери придивлялися один до одного, розвідка затягнулася до другої половини раунду, де активність дещо зросла. У 2-му раунді Ф'юрі проявив більше ініціативи. На останніх секундах він завдав точного удару в голову Усика, змусивши того діяти обережніше. 3-й раунд також пройшов під знаком активності Ф'юрі, хоча серйозних атак із жодного боку не було.
У 4-му Усик перехопив ініціативу. Він упевнено контролював ринг і кілька разів точно влучив, демонструючи перевагу. У 5-му раунді Ф'юрі вдалося відповісти — він завдав більше ударів і почав діяти агресивніше. 6-й раунд став моментом повернення Усика: він узяв центр рингу, завдавав комбінаційних ударів й упевнено нарощував свою перевагу.
У 7-му раунді темп трохи знизився, і хоча Усик був точнішим, відчутного домінування вже не спостерігалося. 8-й раунд став одним із найдинамічніших у бою: боксери відкрилися й активно обмінювалися ударами. Спочатку Усик контролював ситуацію, але наприкінці Ф'юрі вдалося відтіснити його до канатів. У 9-му раунді обидва суперники знизили темп, взявши невеликий перепочинок перед вирішальними «чемпіонськими» раундами. За статистикою, після восьми раундів перевага у силових ударах була на боці Усика — 60:49.
10-й раунд розпочався у спокійному темпі, схожому на попередній. Проте під кінець обидва бійці активізувалися, обмінявшись кількома небезпечними ударами. Усик зберіг холоднокровність і продовжував діяти впевнено, що дало йому змогу втримати контроль до фінального раунду. В 11-му раунді Усик знову нагадав про свою перевагу, провівши потужну комбінаційну атаку на останній хвилині — це був найяскравіший момент у раунді. У фінальному 12-му раунді бою обидва боксери виглядали втомленими, але дійшли до фінального гонга.
Олександр Усик переміг одностайним рішенням суддів — 116:112 у всіх суддівських записках.

### Суддівські записки
| Суддя            | Боксер         | Раунд | Раунд | Раунд | Раунд | Раунд | Раунд | Раунд | Раунд | Раунд | Раунд | Раунд | Раунд | Загалом |
| Суддя            | Боксер         | 1     | 2     | 3     | 4     | 5     | 6     | 7     | 8     | 9     | 10    | 11    | 12    | Загалом |
| ---------------- | -------------- | ----- | ----- | ----- | ----- | ----- | ----- | ----- | ----- | ----- | ----- | ----- | ----- | ------- |
| Херердо Мартінес | Олександр Усик | 9     | 10    | 10    | 9     | 9     | 10    | 10    | 10    | 10    | 10    | 10    | 9     | 116     |
| Херердо Мартінес | Тайсон Ф'юрі   | 10    | 9     | 9     | 10    | 10    | 9     | 9     | 9     | 9     | 9     | 9     | 10    | 112     |
|                  |                |       |       |       |       |       |       |       |       |       |       |       |       |         |
| Пет Морлі        | Олександр Усик | 9     | 10    | 9     | 9     | 9     | 10    | 10    | 10    | 10    | 10    | 10    | 10    | 116     |
| Пет Морлі        | Тайсон Ф'юрі   | 10    | 9     | 10    | 10    | 10    | 9     | 9     | 9     | 9     | 9     | 9     | 9     | 112     |
|                  |                |       |       |       |       |       |       |       |       |       |       |       |       |         |
| Ігнасіо Роблес   | Олександр Усик | 10    | 9     | 10    | 9     | 9     | 10    | 10    | 10    | 9     | 10    | 10    | 10    | 116     |
| Ігнасіо Роблес   | Тайсон Ф'юрі   | 9     | 10    | 9     | 10    | 10    | 9     | 9     | 9     | 10    | 9     | 9     | 9     | 112     |

## Після бою
Після бою Олександр Усик згадав про свою матір, присвятивши їй перемогу над Ф'юрі. І також присвятив переможний результат всім матерям в Україні.

Хочу присвятити цю перемогу своїй матусі Надії Петрівні, яка сильно за мене переживає багато років. І хочу присвятити перемогу всім матерям України.
Крім цього, Усик підняв на ринзі оригінальну шаблю гетьмана Івана Мазепи XVII століття — унікальний артефакт, зразок українського зброярства, сформованого зокрема під впливом країн мусульманської східної культури. Шаблю гетьман Іван Мазепа подарував за гарну службу осавулу Савичу. Сьогодні вона зберігається у Чернігівському обласному історичному музеї ім. Тарновського.

## Особливості двобою
- Переможець вважатиметься не «абсолютним» чемпіоном світу (бо вже без поясу IBF), а «об'єднаним».
- Боксери отримають найбільші в кар'єрі виплати. За інформацією The Sportster, гонорар Усика становитиме 114 млн доларів, а Ф'юрі — 76 млн доларів[14].
- Ф'юрі вищий на 20 см і важчий за Усика майже на 25 кг, проте у першому бою це йому не допомогло.
- Частина гонорару Усика піде на підтримку ЗСУ, Ф'юрі за бій з Усиком передасть Україні прибл. 1,25 млн дол.